# Kaga (Japon)
Pour les articles homonymes, voir Kaga.
Kaga (加賀市, Kaga-shi) est une ville de la préfecture d'Ishikawa, dans la région de Hokuriku (Chūbu), au Japon.

## Géographie

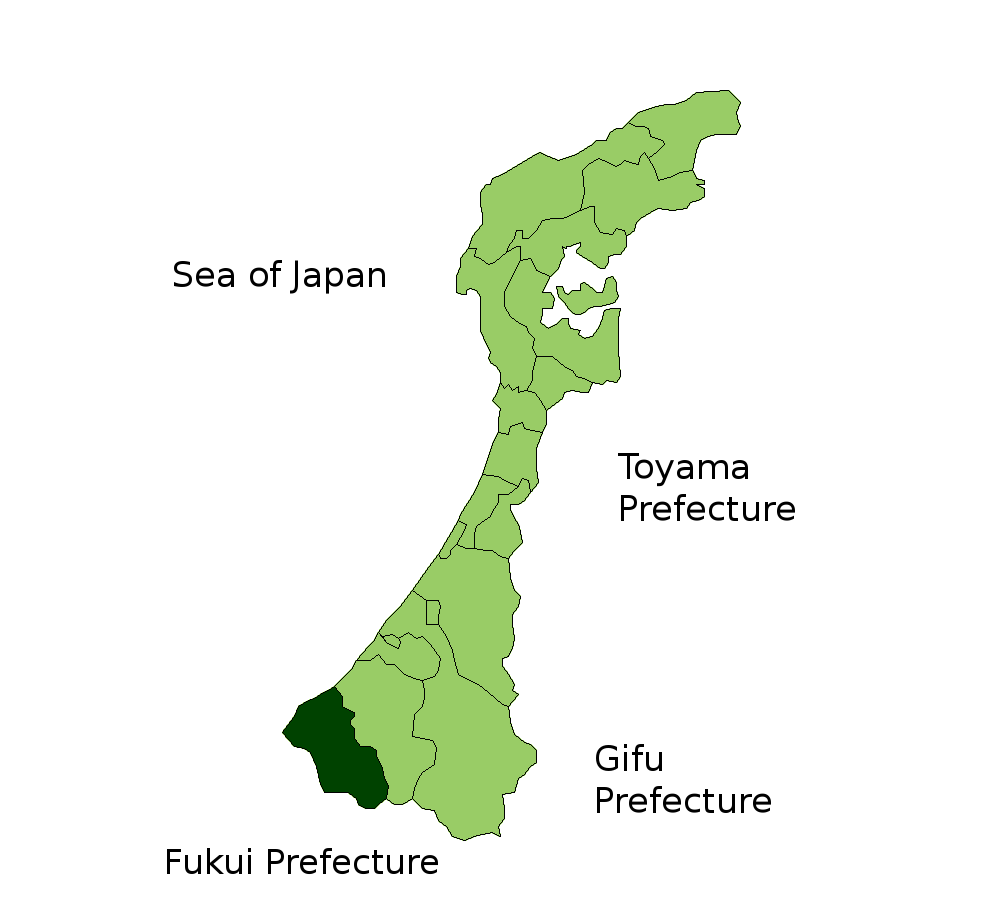
Carte de Kaga dans la préfecture d'Ishikawa.

### Localisation
Kaga est située dans l'extrême sud de la préfecture d'Ishikawa, au bord de la mer du Japon.

### Municipalités limitrophes
| mer du Japon | mer du Japon | Komatsu |
| Awara        | Kaga         | Komatsu |
| Sakai        | Katsuyama    | Komatsu |

### Démographie
En juin 2021, la population de Kaga s'élevait à 64 724 habitants, répartis sur une superficie de 305,87 km2.

### Climat
Kaga a un climat subtropical humide caractérisé par des étés chauds et humides et des hivers froids avec de fortes chutes de neige. La température moyenne annuelle est de 14,2 °C. La pluviométrie annuelle moyenne est de 2 300 mm, décembre étant le mois le plus humide.

## Histoire
L'actuelle Kaga se trouvait au cœur du domaine de Daishōji à l'époque d'Edo. La ville moderne de Kaga a été créée le 1er janvier 1958 de la fusion des bourgs de Daishōji, Yamashiro, Katayamazu, Iburihashi, Hashitate et des villages de Miki, Mitani, Nangō et Shioya.

## Culture locale et patrimoine
- Musée de la neige et de la glace Nakaya Ukichirô[3]

## Transports
Kaga est desservie par la ligne Shinkansen Hokuriku de la JR West à la gare de Kagaonsen depuis le 16 mars 2024. Elle est également desservie par la ligne IR Ishikawa Railway.

## Jumelages
Kaga est jumelée avec :
- Dundas (Canada)
- Tainan (Taïwan)

## Personnalités liées à la ville
- Kyūya Fukada (1903-1971), écrivain et alpiniste japonais.
- Ukichiro Nakaya (1900-1962), chercheur japonais de Université de Hokkaidō, qui fut le premier à créer des flocons de neige artificiels.
- Fujiko Nakaya (née en 1933), artiste japonaise (et fille du précédent).